# Batavia (Groningen)
Batavia is een monumentaal woonhuis in de Nederlandse stad Groningen.

## Geschiedenis
In het huis aan de Hoge der A was in de 17e eeuw een brouwerij gevestigd met de naam Batavia. Erachter, aan de Turftorenstraat, werd in 1687 melding gemaakt van een herberg 'alwaar Batavia uithangt'. Begin 18e eeuw was hier een zeepziederij gevestigd. In de 19e eeuw werd het verbouwd en werd het in gebruik genomen als herenhuis, waarbij in de voormalige herberg een koetshuis werd ingericht.
Het huis heeft een rechthoekig plattegrond. De voorgevel is verdeeld in vijf traveeën en wordt bekroond met een geblokte kroonlijst. De entree, met trap, is aangebracht in de middelste travee. Op het schilddak staan twee schoorstenen.
Vanaf 1909 was het huis in handen van de familie Diderich. Zij verkocht het in 1986 aan de Stichting Stadsherstel. Het pand werd volledig gerestaureerd en er werden vier appartementen gerealiseerd. Het huis is een erkend rijksmonument.

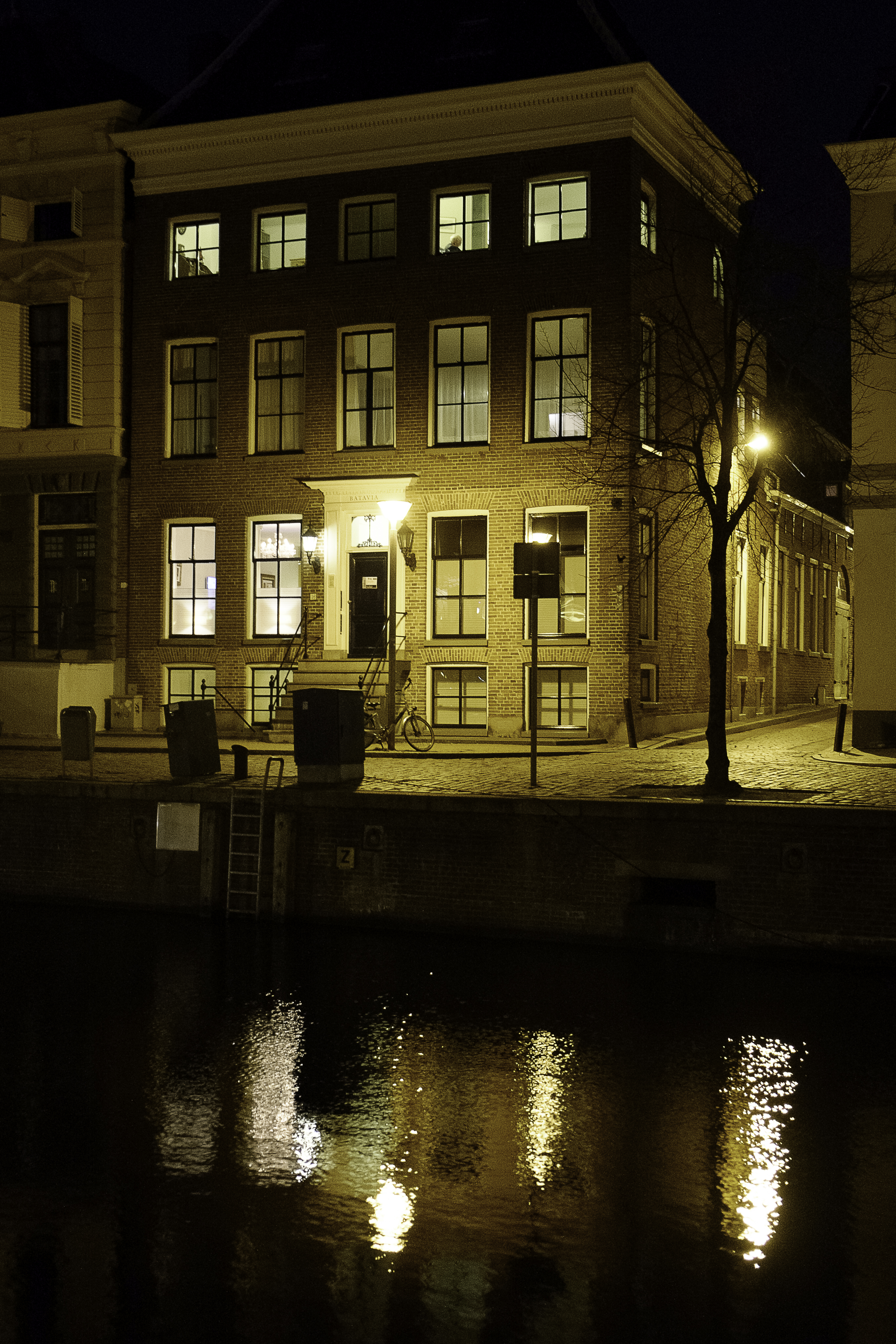
Batavia bij avond